# جامعة أوكلاند
جامعة أوكلاند (بالإنجليزية: University of Auckland) و(بالماورية: Te Whare Wānanga o Tāmaki Makaurau) هي جامعة تقع في أوكلاند، نيوزيلندا. وهي أكبر جامعة في البلاد، وكانت في المرتبة 82 في جميع أنحاء العالم في عام 2011 ، أنشئت في عام 1883 ككلية مكونة من جامعة نيوزيلندا، الجامعة تتكون من ثماني كليات وأكثر من ستة فروع.